# Patrulha do Espaço
Patrulha do Espaço foi uma banda brasileira de hard rock e rock progressivo, formada em 1977, na cidade de São Paulo.

## História
O conjunto foi criado em 1977 por Arnaldo Baptista (ex-Mutantes), juntamente com o baterista Rolando Castello Júnior (que já havia tocado com o Made in Brazil e com o Aeroblus, da Argentina), o baixista Oswaldo "Cokinho" Gennari e o guitarrista irlandês John Flavin (ex-Secos & Molhados).

### Início - com Arnaldo Baptista
Patrulha do Espaço, subtítulo da música instrumental "Honky Tonky" do disco Lóki de Arnaldo, estreou no 1° Concerto Latino Americano de Rock, no Ginásio Ibirapuera em São Paulo, em setembro de 1977, tornando-se uma das principais expressões do rock paulistano e brasileiro das últimas décadas. Desse período ficou o registro do disco "Elo Perdido", que só iria chegar ao conhecimento do público mais de uma década depois.

### Saída de Arnaldo
Com a saída de Arnaldo Baptista, em 28 de maio de 1978, a banda passou a contar com a participação de Percy Weiss nos vocais e realizou a gravação de seu álbum de estreia, que foi o primeiro disco independente de rock do Brasil, conhecido como Disco Preto, de onde os hits "Arrepiado" e "Vamos Curtir uma Juntos" marcaram o sucesso das oito faixas lançadas em vinil. No dia 8 de julho de 1978, a nova "Patrulha" fez sua estreia no Ginásio de Esportes de Sorocaba (SP).
No dia 16 de abril de 1979, o grupo fez seu último show com Percy e Walter Baillot (ex-Joelho de Porco), no teatro Pixinguinha. De 1979 a 1985, a banda consolidou-se como o primeiro trio de hard rock brasileiro, realizando centenas de shows. Durante esse período, gravaram três álbuns e um EP, contendo canções como "Columbia", "Festa do Rock" e "Não Tenha Medo".
Em 1983, abre para a banda Van Halen em São Paulo, quando recebeu elogios pessoais de Eddie Van Halen.
Durante esta fase, a banda contou com a participação do guitarrista argentino Pappo (Pappo's Blues, Riff e Aeroblus), que resultou na gravação do álbum Patrulha 85, lançado em 1985 no formato 12" EP, editado inclusive na Argentina, com as canções "Olho Animal" e "Robot".
Retomaram os trabalhos em 1992, com o lançamento do álbum Primus Inter Pares, uma homenagem póstuma ao baixista Sergio Santana. Após esse álbum, a banda se retirou da cena musical, motivada pela atividade do baterista Rolando Castello Júnior, à frente da produção de eventos culturais e como oficineiro, palestrante e produtor musical.
Em 1997 e 1998, foram lançados os três primeiros volumes da série de compilações Dossiê que apresentou a obra da banda em formato CD, contando cronologicamente a história da banda.

### Retorno
A volta da banda as atividades ocorreu no início de 1999, quando Rolando Castello Junior juntou-se à Luiz Domingues (baixo e voz, ex-Língua de Trapo, ex-A Chave do Sol e ex-Pitbulls on Crack); Rodrigo Hid (guitarra, voz e teclados, ex-Sidharta) e Marcello Schevano (guitarra, voz, teclados e flauta, ex-Sidharta).
Com essa formação, a banda renovou seu repertório com mais de 15 músicas inéditas e recobrou sua veia criativa e atuante na linha de frente do rock brasileiro, resultando no lançamento do álbum Chronophagia em 2000, que teve vários elogios da mídia, alavancando muitos shows. Nessa fase, mais que uma volta, a banda apresentava suas próprias raízes sessenta-setentistas, refletindo essa busca não só na sonoridade do novo material composto, mas também na produção dos shows, visual dos componentes e ambientações. Assistir a banda nessa época, era como viajar no túnel do tempo e assistir um show de rock nos anos 70, com toda a sua pompa e circunstância.
Em 2001, lançou o quarto volume da série Dossiê, onde a história da banda era contada com riqueza de detalhes num book ilustrado e assinado pelo baterista Rolando Castello Junior. Nesse volume, já constava o início da história dessa formação, com a inclusão de algumas músicas gravadas ao vivo dessa fase, como faixas bônus.
No ano de 2003, a  banda lança .ComPactO, um EP com músicas inéditas. O título do álbum evocava a modernidade da era da internet (PontoCom), num trocadilho com a palavra "compacto", aludindo ao velho formato dos compactos (singles) de vinil, dessa forma representando o passado. A capa tem o formato de um velho compacto de vinil, que agradou em cheio aos fãs e colecionadores.
Em 2004, um novo álbum de inéditas foi lançado com o nome Missão na Área 13, numa alusão ao nome do estúdio onde o álbum foi gravado, em São José do Rio Preto, no interior de São Paulo.
Foi quando a formação com Luiz Domingues, Rodrigo Hid e Marcelo Schevano se desfez, mas não sem antes gravar um álbum ao vivo em 2004, ainda que seu lançamento tenha ocorrido em 2005. Chamado Capturados Ao Vivo no Centro Cultural São Paulo, trouxe de volta suas raízes através de sonoridades das décadas de 1960 e 1970, com o hard rock, rock progressivo, psicodelia, folk, black music, acid rock, jazz-rock à tona.
Em 2009, fazem uma turnê nacional e internacional que reúne alguns dos principais sucessos da banda e novas composições. Durante esse período, se apresentaram nos principais festivais de rock e de música do Brasil: Virada Cultural em São Paulo, Camping & Rock em Minas Gerais, Psicodália e Rural Rock Fest em Santa Catarina, Festival de Bandas Independentes do CAASO na EESC/USP em São Carlos, Goiânia Noise em Goiás, Ferrock no Distrito Federal, além de realizar shows em teatros e casas de rock do país. A banda se apresentou com a sua formação clássica, com Rolando Castello Júnior (bateria), Marcelo Schevano (guitarra e voz) e Wagner Cabelo de São José do Rio Preto, Rodrigo Leão e Renato D'Martino.
Depois de três anos tocando como trio, por questões de ordem pessoal e de agenda, o guitarrista Marcelo Schevano e o baixista René Seabra desligaram-se da banda.
Em 2011, a banda contribui com uma canção na trilha sonora do documentário Brasil Heavy Metal.
Com a formação consolidada a partir da entrada de Danilo Zanite na guitarra e voz Daniel Dellelo no Baixo e Marta Benevolo backing-vocal a banda iniciou a Base Rock Tour 2011, que percorreu os estados de Minas Gerais, Paraná, Santa Catarina, São Paulo e Distrito Federal. Paralelamente a tour, também realizou as gravações de novos músicas que resultaram no álbum Dormindo em Cama de Pregos, lançado em 2012, saindo em turnê para divulgação do álbum.
Em 2014, é lançado um CD com apresentação ao vivo em Buenos Aires (Argentina).

### Tour de Despedida
Em 2017, a banda anuncia a sua turnê de despedida, com uma turnê comemorando os 40 anos de estrada , sendo a apresentação derradeira dia 3 de novembro de 2018, no SESC Belenzinho, em São Paulo.

## Discografia

### Patrulha do Espaço

#### Álbuns de estúdio
- 1980 - Patrulha do Espaço (gravado em 1979)
- 1981 - Patrulha do Espaço
- 1982 - Patrulha
- 1983 - Patrulha do Espaço 4
- 1994 - Primus Inter Pares (gravado em 1992)
- 2000 - Chronophagia
- 2004 - Missão na Área 13
- 2012 - Dormindo em Cama de Pregos

#### Álbuns ao vivo
- 2007 - Capturados Ao Vivo no CCSP em 2004

#### Singles e EP's
- 1978 - "Mamãe de Rua" (Single)
- 1982 - "Vieirinha Funky" (Single)
- 1984 - "Tráfego Pesado" (Single)
- 1985 - Patrulha 85 (12" EP)
- 1990 - "Cidade Nua" (Single)
- 1992 - "Serial Killer" (Single)
- 1994 - Compacto (Single)
- 2003 - .ComPactO (CD EP)

#### Compilações
- 1997 - Dossiê Volume 1
- 1998 - Dossiê Volume 2
- 1998 - Dossiê Volume 3
- 2002 - Dossiê Volume 4

#### Coletâneas
- 2011 - Brasil Heavy Metal

### Arnaldo & Patrulha do Espaço

#### Álbuns de estúdio
- 1987 - Faremos uma Noitada Excelente... (gravado em 1978 com Arnaldo Baptista)
- 1988 - Elo Perdido (gravado em 1977 com Arnaldo Baptista)